# Eimutis Misiūnas

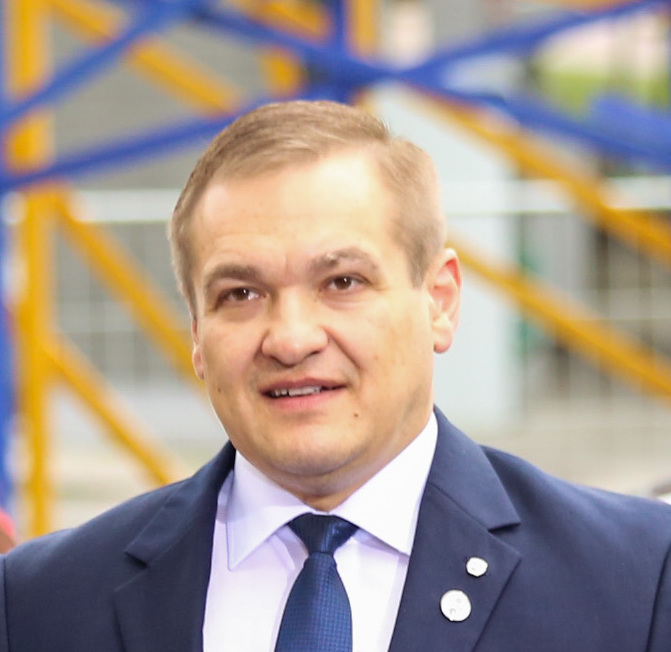
Eimutis Misiūnas

Eimutis Misiūnas (* 1973 in Vilnius) ist ein litauischer Jurist und Politiker, seit Oktober 2019 Vizeminister am Verteidigungsministerium Litauens, von 2016 bis 2019 Innenminister,  ehemaliger Richter.

## Leben
1996 absolvierte Misiūnas das Studium an der Lietuvos policijos akademija (LPA) und wurde Jurist.
2010 promovierte er zum Doktor in Rechtswissenschaften.
Von Juli 1996 bis Juni 1998 arbeitete Misiūnas als Assistent am Lehrstuhl für Polizeirecht und berufliche Taktik an der LPA. Von 1998 bis 2005 lehrte er als LPA-Lektor. Von 1997 bis 2004 war er Jurist bei Anstalt „Teisinės pagalbos centras“.
Von Februar 2005 bis Juli 2006 lehrte Misiūnas am Lehrstuhl für Polizeirecht und -tätigkeit der Justizfakultät der Mykolo Romerio universitetas. Von September 2005 bis August 2008 lehrte er an der Tarptautinė teisės ir verslo aukštoji mokykla, von 2006 bis Juni 2008 war er Dekan der Rechtsfakultät und im Juni 2008 Leiter des Lehrstuhls für Öffentliches Recht der TTVAM. Von September 2006 bis April 2014 lehrte er als Lektor am Institut für Verfassungsrecht und Verwaltungsrecht der MRU.
Von September 2008 bis November 2015 arbeitete Misiūnas als Oberspezialist im Amt für Prävention der Korruption bei Lietuvos Respublikos specialiųjų tyrimų tarnyba. Von November 2015 bis Dezember 2016 war er Richter am Vilniaus miesto apylinkės teismas. Vom 13. Dezember 2016 bis August 2019 war er Innenminister Litauens und ab März 2018 kommissarischer Justizminister Litauens im Kabinett Skvernelis. Danach war er Berater und seit Oktober 2019 ist er stellvertretender Minister am Verteidigungsministerium Litauens, Stellvertreter von Raimundas Karoblis.
Misiūnas spricht Englisch, Russisch und Französisch.